# Ferdinand von Langenau
Ferdinand von Langenau (Linz, 8 febbraio 1818 – Vienna, 19 gennaio 1881) è stato un diplomatico, militare e nobile austriaco.

## Biografia
Nato a Linz nel 1818, Ferdinand era figlio del feldzeugmeister Friedrich Karl von Langenau (1782–1840), nobilitato al titolo di barone nel 1827.
Come il padre, anche il giovane Ferdinand decise di intraprendere la carriera militare nell'esercito austriaco, divenendo sottotenente nel 1834, tenente nel 1835, capitano di seconda classe nel 1837 e capitano di prima classe nel 1841. Divenne quindi quartiermastro generale in Galizia. Nel 1849 venne posto al seguito delle truppe russe impegnate con quelle austriache nella soppressione dei moti della rivoluzione ungherese. Dopo la battaglia di Vác il 10 aprile 1849, gli dovette essere amputata la gamba sinistra e l'11 ottobre 1849 venne promosso maggiore generale e posto in riserva.
Dal 1850 al 1851 fu ambasciatore imperiale presso le corti di Hannover, Oldenburg e Brunswick. Dal 13 dicembre 1851 al 14 febbraio 1855 fu ambasciatore in Svezia. Dal 1855 al 1859 fu ambasciatore in Norvegia.
Dopo che von Langenau il 15 novembre 1859 venne promosso feldmaresciallo luogotenente, venne nominato ambasciatore imperiale a L'Aia. Nel 1864 divenne consigliere privato dell'imperatore Francesco Giuseppe, il quale il 16 maggio 1870 lo promosse generale di cavalleria. Dal 18 settembre 1871 al 1880 fu ambasciatore a San Pietroburgo.
Il 27 aprile 1856 sposò Amalia (1830/1833-1902) a Stoccolma, figlia primogenita del ciambellano reale danese Wolfgang von Haffner und Egholm e di sua moglie Wilhelmine von Krieger.